# Ballyliffin
Ballyliffin (iriska: Baile Lifín) är en ort i republiken Irland.   Den ligger i grevskapet County Donegal och provinsen Ulster, i den norra delen av landet, 230 km norr om huvudstaden Dublin. Ballyliffin ligger 77 meter över havet och antalet invånare är 461.
Terrängen runt Ballyliffin är kuperad åt sydväst, men åt nordost är den platt. Havet är nära Ballyliffin åt nordväst. Runt Ballyliffin är det ganska glesbefolkat, med 36 invånare per kvadratkilometer. Närmaste större samhälle är Carndonagh, 9,2 km öster om Ballyliffin. Trakten runt Ballyliffin består i huvudsak av gräsmarker.